# Mourmelon-le-Petit
Mourmelon-le-Petit és un municipi francès, situat al departament del Marne i a la regió del Gran Est. L'any 2007 tenia 786 habitants.

## Demografia

### Població
El 2007 la població de fet de Mourmelon-le-Petit era de 786 persones. Hi havia 284 famílies, de les quals 56 eren unipersonals (28 homes vivint sols i 28 dones vivint soles), 80 parelles sense fills, 128 parelles amb fills i 20 famílies monoparentals amb fills.
La població ha evolucionat segons el següent gràfic:
Habitants censats

### Habitatges
El 2007 hi havia 303 habitatges, 292 eren l'habitatge principal de la família, 8 eren segones residències i 3 estaven desocupats. 250 eren cases i 52 eren apartaments. Dels 292 habitatges principals, 201 estaven ocupats pels seus propietaris, 87 estaven llogats i ocupats pels llogaters i 3 estaven cedits a títol gratuït; 1 tenia una cambra, 5 en tenien dues, 51 en tenien tres, 80 en tenien quatre i 154 en tenien cinc o més. 239 habitatges disposaven pel capbaix d'una plaça de pàrquing. A 133 habitatges hi havia un automòbil i a 136 n'hi havia dos o més.

### Piràmide de població
La piràmide de població per edats i sexe el 2009 era:
| Homes | Edats   | Dones |
| ----- | ------- | ----- |
| 0     | 95 o +  | 0     |
| 4     | 90 a 94 | 0     |
| 0     | 85 a 89 | 0     |
| 4     | 80 a 84 | 0     |
| 0     | 75 a 79 | 28    |
| 28    | 70 a 74 | 20    |
| 12    | 65 a 69 | 24    |
| 8     | 60 a 64 | 4     |
| 16    | 55 a 59 | 12    |
| 24    | 50 a 54 | 32    |
| 36    | 45 a 49 | 24    |
| 36    | 40 a 44 | 40    |
| 24    | 35 a 39 | 20    |
| 16    | 30 a 34 | 36    |
| 20    | 25 a 29 | 12    |
| 48    | 20 a 24 | 12    |
| 28    | 15 a 19 | 48    |
| 24    | 10 a 14 | 4     |
| 28    | 5 a 9   | 24    |
| 16    | 0 a 4   | 28    |

## Economia
El 2007 la població en edat de treballar era de 511 persones, 381 eren actives i 130 eren inactives. De les 381 persones actives 349 estaven ocupades (191 homes i 158 dones) i 32 estaven aturades (13 homes i 19 dones). De les 130 persones inactives 43 estaven jubilades, 47 estaven estudiant i 40 estaven classificades com a «altres inactius».

### Ingressos
El 2009 a Mourmelon-le-Petit hi havia 288 unitats fiscals que integraven 763 persones, la mediana anual d'ingressos fiscals per persona era de 18.672 €.

### Activitats econòmiques
Dels 30 establiments que hi havia el 2007, 2 eren d'empreses alimentàries, 5 d'empreses de fabricació d'altres productes industrials, 6 d'empreses de construcció, 6 d'empreses de comerç i reparació d'automòbils, 1 d'una empresa de transport, 1 d'una empresa d'hostatgeria i restauració, 1 d'una empresa financera, 1 d'una empresa immobiliària, 4 d'empreses de serveis, 1 d'una entitat de l'administració pública i 2 d'empreses classificades com a «altres activitats de serveis».
Dels 9 establiments de servei als particulars que hi havia el 2009, 2 eren tallers de reparació d'automòbils i de material agrícola, 2 guixaires pintors, 2 fusteries, 1 lampisteria, 1 electricista i 1 perruqueria.
Dels 4 establiments comercials que hi havia el 2009, 1 era una botiga de menys de 120 m², 1 una fleca, 1 una peixateria i 1 una botiga de material esportiu.
L'any 2000 a Mourmelon-le-Petit hi havia 11 explotacions agrícoles que ocupaven un total de 904 hectàrees.

## Equipaments sanitaris i escolars
L'únic equipament sanitari que hi havia el 2009 era una farmàcia.
El 2009 hi havia una escola elemental.

## Poblacions més properes
El següent diagrama mostra les poblacions més properes.